# Meinhard Durnwalder

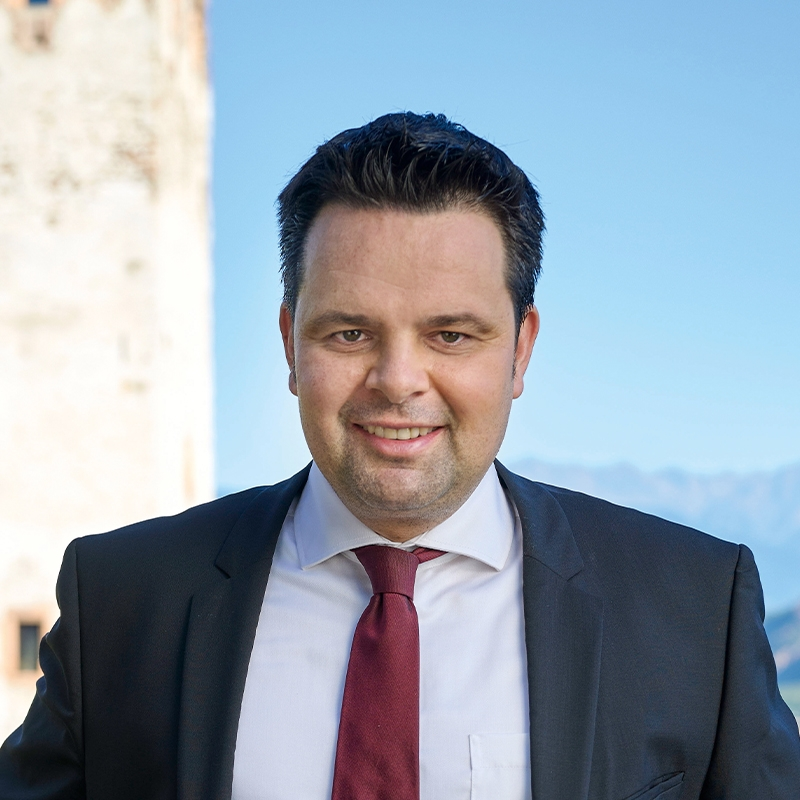
Meinhard Durnwalder (2022)

Meinhard Durnwalder (* 12. Dezember 1976 in Bruneck) ist ein deutschsprachiger italienischer Politiker aus Südtirol. Der Rechtsanwalt ist Mitglied der Südtiroler Volkspartei (SVP).

## Biographie
Der Neffe des ehemaligen Südtiroler Landeshauptmanns Luis Durnwalder absolvierte das von den Universitäten Innsbruck und Padua gemeinsam angebotene „Integrierte Diplomstudium der Rechtswissenschaften“. Dieses konnte er 2002 mit einer Diplomarbeit über die Auswirkungen der italienischen Verfassungsreform von 2001 auf die Autonomie Südtirols zum Abschluss bringen. 2005 eröffnete er eine Rechtsanwaltskanzlei in Bruneck und Bozen.
2010 wurde Durnwalder in der Kommunalpolitik seiner Heimatgemeinde Pfalzen aktiv. Dort vertrat er die Südtiroler Volkspartei im Gemeinderat und fungierte bis 2015 als Gemeindereferent. 2014 übernahm er die Obmannschaft des SVP-Bezirks Pustertal. Bei den italienischen Parlamentswahlen 2018 zog er mit 66,5 % der Stimmen im Einerwahlkreis Brixen in den Senat ein. Dieses Mandat konnte er bei den italienischen Parlamentswahlen 2022 mit 46,11 % der Stimmen verteidigen.